# Max H. Rehbein
Max Helmuth Rehbein (* 9. Dezember 1918 in Köln; † 13. November 2015), manchmal auch Max Heimo Rehbein genannt, war ein deutscher Dokumentarfilmer, Filmproduzent, Journalist und Publizist.

## Leben
Rehbein wuchs in Berlin auf. Sein Vater Arthur Rehbein war Geheimer Hofrat und Schriftsteller und vor der Machtübernahme der Nationalsozialisten Vorsitzender des Schutzverbandes deutscher Schriftsteller. Nach seinem Abitur im Jahr 1938 absolvierte Rehbein eine Offizierslaufbahn in der 23. Infanterie-Division im Zweiten Weltkrieg und wurde schwer verwundet. Am 5. März 1945 wurde ihm als Hauptmann der Reserve und Kommandeur des Pionier-Bataillons 23 das Ritterkreuz des Eisernen Kreuzes verliehen. Vorher hatte er am 7. September 1944 das Deutsche Kreuz in Gold erhalten.
Nach dem Krieg schrieb sich Rehbein für ein Philosophie- und Literaturgeschichte-Studium an der Universität Hamburg ein. Daneben machte er als Volontär seine ersten Reportagen für Radio Hamburg, dem Vorläufer des NWDR. 1947 bekam er eine Anstellung als Berichterstatter und Korrespondent beim NWDR und machte sich mit Radiointerviews einen Namen (u. a. 1948 mit Hans Albers). Darüber hinaus wurde er Sonderkorrespondent für Politik und Auslandsberichterstattung. 1952 wurde er Chefreporter beim NWDR und 1957 übernahm er die Leitung der Ressorts Außen- und Innenpolitik sowie Wirtschaft und Innenpolitik in der Hauptabteilung Zeitgeschehen beim NDR. 1968 schuf er die erfolgreiche Sendereihe Pioniere und Abenteurer, die elf Jahre im NDR-Fernsehen lief. 1978 entstand im Rahmen seiner New-York-Trilogie der Film Lefty – Erinnerung an einen Toten in Brooklyn über jugendliche Gangmitglieder in New York, für den er mit dem Adolf-Grimme-Preis und der Goldenen Kamera ausgezeichnet wurde.
1993 zeigte das ZDF die sechsteilige Fernsehserie Flash – Der Fotoreporter mit Oliver Tobias, Catherine Alric und Diether Krebs, die auf Rehbeins eigenen Erfahrungen als Reporter basiert.

## Filmografie (Auswahl)
- 1960: Ein kaltes Land und eine heiße Sonne
- 1961: Der Schritt ins Dunkel
- 1965: Expedition nach Bayern
- 1966: Die Mächtigen, die Reichen, die Prominenten
- 1967: Zum Beispiel Mahipar
- 1968: Dienst im Halbdunkel – Nächte und Tage der Jugendschutztrupps
- 1978: New-York-Trilogie, Teil 1: Lefty – Erinnerung an einen Toten in Brooklyn
- 1979: New-York-Trilogie, Teil 2: Marathon in New York
- 1980: New-York-Trilogie, Teil 3: Ein Mann in Eile
- 1983: Le Mans Fieber
- 1989: Retter ohne Ruhm
- 1992: Teufel im Paradies – Untergang des Pantanal
- 1997: Widerstand der Wehrlosen
- 1998: Ein Bulle in Tallinn

## Auszeichnungen
- 1978: Goldene Kamera für Lefty – Erinnerung an einen Toten in Brooklyn
- 1979: Adolf-Grimme-Preis mit Gold für Lefty – Erinnerung an einen Toten in Brooklyn, gemeinsam mit Jens-Uwe Scheffler und Eckhard Dorn
- 1980: Goldener Gong für Marathon in New York, gemeinsam mit Jens-Uwe Scheffler
- 1989: Goldener Gong für Report aus der Hölle, gemeinsam mit Co-Autor/Regisseur Dietrich von Ruffer
- 1990: Telestar für die ZDF-Fernsehreihe Action